# Denis Krestinin
Denis Krestinin (ur. 15 kwietnia 1994 w Wilnie) – litewski koszykarz, występujący na pozycji skrzydłowego, aktualnie zawodnik łotewskiego zespołu BK Jelgava.
10 września 2015 roku został zawodnikiem PGE Turowa Zgorzelec. 29 lipca podpisał umowę z łotewskim klubem BK Jelgava.

## Osiągnięcia
Drużynowe
- Mistrz Polski (2014)
- Finalista Pucharu Polski (2014)

Indywidualne
- Lider w zbiórkach ligi łotewskiej (2015)

Reprezentacja
- Brązowy medalista mistrzostw świata U–19 (2013)[3]
- Wicemistrz Europy U–18 (2012)[3]
- Wicemistrz Europy U–16 (2010)[3]
- Uczestnik mistrzostw Europy U–20 (2014)[3]